# Bibelfliese

Bibelfliese mit dem Motiv Jesus und die Ehebrecherin (Joh. 7,53-8,11)

Eine Bibelfliese ist eine Keramikfliese, auf der eine biblische Szene dargestellt ist. Bibelfliesen stammen aus den Niederlanden und sind seit dem frühen 17. Jahrhundert bekannt. Die etwa 600 bekannten verschiedenen Motive stellen Szenen aus dem Alten und Neuen Testament dar und basieren meist auf Vorlagen alter Meister.

## Fliesenwände in Bürgerhäusern und Bauernhöfen als Vorlage für eine Fliesenbibel

Bibelfliese mit dem Motiv Enthauptung Johannes des Täufers – „Übergabe des Hauptes an Salome (der Tochter von Herodias, der Frau von Herodes“) (Mk. 6,17-29)

Bibelfliese „Auferstehung Jesu Christi“ (Mt 28,2–4; Mk 16,5–7; Lk 24,5–6; Joh 20,1–18)

Wandfliesen mit biblischen Darstellungen sind Ausdruck volkstümlicher Frömmigkeit. Sie waren in der Zeit ihrer Entstehung jedoch so teuer, dass nur wohlhabendere Personen, wie Kapitäne, Kaufleute und Bauern, sie sich leisten konnten.
Dass sie vor allem von Holland aus Verbreitung fanden, liegt auch daran, dass im calvinistisch geprägten Norden Hollands das Bilderverbot (aus 2. Mose 20,4–5) in Kirchen streng beachtet wurde. Vor allem im 18. Jahrhundert gehörten sie zum Inventar friesischer Bürgerhäuser und Bauernhöfe: am Herd, in der Küche oder in der guten Stube.

„Bibelfliesen – „glasierte Predigten“ – regten mitten im alltäglichen Leben zum Nachdenken über die biblischen Erzählungen an, weil man miteinander über die Darstellung ins Gespräch kommen konnte ... [Mit der Fliesenbibel (siehe Kurt Perrey, Literaturverzeichnis)] kommen die filigranen Kunstwerke wieder dahin zurück, wo sie einmal hingehörten: in die Familien, nah den Menschen, als Anregung zum Nachdenken über die Gute Nachricht in den biblischen Szenen, die auf ihnen dargestellt sind.“

Die Bibelfliesen wurden im 18. und 19. Jahrhundert eine erschwingliche Massenware. Von Manufakturen in Amsterdam, Bolsward, Harlingen, Makkum, Rotterdam und Utrecht aus fanden sie ihren Weg auch in großer Zahl nach Deutschland – vor allem entlang der Nord- und Ostseeküste. Aber auch weitab von der Küste breiteten die Fliesen sich aus.

„Bibelfliesen übersetzen biblische Geschichten in eine kurze und klare Bildersprache und ermöglichen so eine starke Präsenz und eine permanente Auseinandersetzung mit der biblischen Botschaft.“

Im Gut Wachholz (Beverstedt) ist eine Wand der Eingangshalle mit Bibelfliesen ausgestattet. Die Beverstedter Kirche hat einige Fliesen als Repliken herstellen lassen. Sie dienten der geistlichen Erbauung und waren zugleich Zeichen von Wohlstand und Standesbewusstsein. Hergestellt wurden die in Mangan oder Kobalt (Delfter Blau) glasierten Fliesen in niederländischen Manufakturen.
Bibelfliesen sind ein durch handwerkliche und künstlerische Arbeit geschaffenes Kulturgut. Heute sind sie ein begehrtes Sammlergut.

## Ausstellungen

### Norder Bibelfliesenteam
Das Norder Bibelfliesenteam hat eine Ausstellung über Bibelfliesen zusammengestellt. Diese Ausstellung wurde schon an verschiedenen Stellen in Deutschland gezeigt. 2011 wird sie auch im Ausland gezeigt. Dazu wurde auch eine Bibel herausgegeben, die mit Bildern von Bibelfliesen illustriert ist (siehe Literatur: Kurt Perrey). In der Schriftenreihe „Bibelfliesen-Bilder“ erschienen bislang 17 Bändchen zu je 36 Seiten.

### Sammlung mit Bibelfliesen im Schlossmuseum Jever
Im Jeveraner Museum gibt es 2.600 Wandfliesen, aus denen eine Ausstellung zusammengestellt worden ist. Sie stammen größtenteils aus den Manufakturen von Harlingen und Makkum und sind im 17. bis 19. Jahrhundert hergestellt worden. Die überwiegende Zahl der Jeveraner Bibelfliesen ist Themen aus dem Neuen Testament gewidmet, sowohl aus den Geburtsgeschichten als auch Wundergeschichten und Gleichnissen sowie aus der Passion und Auferstehung.

## Einzelbelege
1. ↑  Aus Friesland und den Niederlanden wurden die Bibelfliesen aber auch – vor allem entlang der Nordsee und der Flüsse (vgl. auch die Bücher von Jan Pluis und Hans Werner Jessel) – nach Norddeutschland exportiert.
2. ↑  Das Norder Bibelfliesenteam hat etwa 600 Fliesen mit biblischen Themen zusammen getragen.
3. ↑   Bibelfliesenausstellung von 96 historischen Bibelfliesen zu 38 Texten aus dem Alten und 58 Texten aus dem Neuen Testament (Memento vom 8. August 2009 im Internet Archive)
4. ↑  Bibelfliesen-Bilder, Band 17: Heil und Heilung. Norden 2013, ISBN 978-3-88761-127-9
5. ↑   Internetpräsenz der Bibelfliesenausstellung im Schlossmuseum Jever (Memento vom 25. Juli 2010 im Internet Archive)